# Волков, Борис Николаевич (писатель)
Борис Николаевич Волков (17/31.5.1894, Екатеринослав, ныне Днепропетровск/Днепр — 9.6.1954, Сан-Франциско) — русский писатель в эмиграции. Участник Первой мировой войны, георгиевский кавалер.

## Биография
Гимназистом прожил в Иркутске.
В 1912 поступил на юридический факультет Московского университета.
С началом войны учился на курсах военных санитаров. Ушёл добровольцем, с 10.4.1915 до середины 1917 г. на фронте: командир фельдшерского подразделения (в Польше и на Кавказе) и выносил раненых солдат с линии огня. Георгиевский кавалер
В тот же период начал печататься в газетах. В декабре 1917 г. воевал в составе Белой армии в Иркутске.
В 1919 г. после падения правительства Колчака перешел монгольскую границу. В годы Гражданской войны служил агентом Сибирского (позднее Всероссийского) правительства в Монголии. Был приговорен бароном Унгерн-Штернбергом к смертной казни, бежал с помощью монголов в Хай-лар; побывал в Персии, на арабском Востоке, жил в Японии и в Китае. В Китае остановился на несколько лет, став коммерсантом, торговым агентом. Сотрудничал в харбинской газете «Русский голос» (издавалась в 1920—1926 годах).
В 1923 году с женой эмигрировал в США, в 1929 г. стал американским гражданином. Зарабатывал на жизнь семьи малоквалифицированной работой, сменив множество занятий — от грузчика до строителя. По его свидетельствам: «Чего я только в Америке не делал: шоколад, колбасные изделия, натирал полы, проводил дороги, строил дома, грузил и разгружал пароходы» (Вольная Сибирь. 1929. № 5. С. 112).
Начиная с 1925 печатался в русских зарубежных изданиях. Его первая известная публикация в США — в альманахе «Дымный след» (1925). Его работы выходил в шанхайском альманахе «Врата», в «Калифорнийском альманахе» (Сан-Франциско), в «Земле Колумба» (Сан-Франциско), «У Золотых Ворот» (Сан-Франциско), в журналах «Рубеж» (Харбин), «Феникс» (Шанхай), «Вольная Сибирь» (Прага), «Москва» (Чикаго), «Asia», «Русские записки» (Париж), «Возрождение» (Париж). В 1930-х написал автобиографический роман о гражданской войне в Сибири и Монголии Conscript to Paradise; другие романы и повести; все они не опубликованы.
В 1934 году в Берлине вышла его единственная книга «В пыли чужих дорог», сборник стихотворений.
В 1953 попал с супругой в тяжёлую автокатастрофу. Жена погибла, Волков умер от травм, полученных в автомобильной катастрофе.

## Семья
Был дважды официально женат: в первый раз в Китае — на В. П. Витте; второй раз в США, после развода, на В. В. Town ley.